# Gustav de Vries
Gustav de Vries   (Amsterdam, 22 de gener de 1866 - Haarlem, 16 de desembre de 1934) va ser un matemàtic neerlandès conegut per l'equació que porta el seu nom.

## Vida i obra
Gustav de Vries, germà del també matemàtic Jan de Vries professor a Utrecht, va estudiar a la universitat d'Amsterdam on va obtenir el seu doctorat el 1894 amb una tesi que portava per títol Bijdrage tot de Kennis der lange Golven (Contribució al coneixement de les ones llargues), dirigida pel seu professor Diederik Korteweg i en la qual es formulava per primera vegada l'equació avui coneguda com a equació de Korteweg-de Vries o, abreviadament, KdV. Aquesta equació relaciona l'amplitud d'ona i el seus canvies en l'espai amb els canvis de la longitud en el temps. La equació es va fer pública el 1895 en publicar un article conjunt al Philosophical Magazine titulat On the change of form of long waves advancing in a rectangular canal, and on a new type of long stationary waves. Tot i així, sembla que caldria fer notar que anteriorment a aquestes obres, ja havien plantejat equacions similars els matemàtics i físics Boussinesq i Rayleigh.
Poca cosa es coneix de la resta de la vida i obra de De Vries que va ser professor de secundària. Va ser professor de la Hogereburgerschool (Institut de secundària) de Haarlem (Holanda del Nord), però no sembla que trobes el seu camí acadèmic i es va quedar en aquesta posició, amb llargues absències per malaltia.